# Uterustorsion
Die Uterustorsion (lateinisch Torsio uteri) ist eine Verdrehung der Gebärmutter von mehr als 45° um die Längsachse des Uterus. Beim Menschen stellt sie eine seltene Komplikation in der Geburtshilfe dar, die oft erst bei einem Kaiserschnitt erkannt wird. Die Ursache ist meist unklar.

## Pathologie
Die Torsion  findet sich meist am Übergang der Zervix zum Corpus uteri mit Drehung nach rechts in zwei von drei Beobachtungen.

## Vorkommen und Ursache
Eine Uterustorsion wird in der Humanmedizin nur selten publiziert. Sehr viel häufiger sind Berichte aus der Tiermedizin.
Meist tritt eine Verdrehung in der Schwangerschaft, typischerweise im letzten Schwangerschaftsdrittel auf mit erheblichen Auswirkungen auf Mutter und das Ungeborene.
Eine Torsion kommt aber auch außerhalb beispielsweise bei großem Uterusmyom (Leiomyom) vor.
Bei einer Uterustorsion liegen häufig weitere Besonderheiten vor wie abnormale Kindslage, Myome und Fehlbildungen des Uterus beispielsweise des Müller-Ganges oder der Beckenanatomie, Verwachsungen im Becken, große Ovarialtumoren, Versuch einer Äußeren Wendung, Scherkräfte bei Verkehrsunfall, Hydramnion, Mehrfachschwangerschaft, Extrauteringravidität im Mündungsbereich des Eileiters. Abnormal vermehrte Aktivität des Föten, abnormal lange oder unelastische Zervix, Schwäche am Übergang Corpus uteri und Zervix sowie idiopathische Faktoren werden diskutiert.

## Klinische Erscheinungen

### In der Schwangerschaft
Klinische Kriterien sind:
- plötzlich einsetzende abdominale Schmerzen, Peritonitis mit Übelkeit, Erbrechen, Durchfall, geblähtes Abdomen
- Probleme beim Wasserlassen mit imperativem Harndrang, Nykturie, Oligurie, Hämaturie
- Vaginale Blutung, heftige Wehen, vorzeitiger Blasensprung

Seltener kann es zum mütterlichen Kreislaufkollaps oder Vorzeitiger Plazentalösung kommen.
Bei einsetzender Wehentätigkeit fällt eine Uterustorsion sehr rasch durch Geburtsstillstand und akute mütterliche oder fötale Stressreaktionen auf, die zu einer Notfalloperation führen.

### Bei Nichtschwangeren
Außerhalb einer Schwangerschaft ist eine Uterustorsion selten, die Klinik ist oft unspezifisch. Symptome wie Abdominalschmerz, Vaginalblutung oder ähnlich treten auf, sobald der Blutfluss durch die Verdrehung unterbrochen wird.

## Diagnose
Bei Schwangeren stellt eine Uterustorsion einen Notfall dar.

## Uterustorsion bei Tieren
Uterustorsionen kommen bei Tieren deutlich häufiger als beim Menschen vor, am häufigsten beim Hausrind und hier zumeist in der Eröffnungsphase der Geburt. Bei 0,5 bis 1 % der Rindergeburten kommt es zu einer Gebärmutterverdrehung. Begünstigend wirkt die starke Asymmetrie der Gebärmutter bei der Trächtigkeit, da im Normalfall nur ein Kalb in einem der beiden Gebärmutterhörner lokalisiert ist. Bei Stuten ist eine Verdrehung viel seltener, da die Eierstöcke mit Bändern stärker fixiert sind und das kräftige Ligamentum ovarii proprium die Uterushörner stabilisiert. Auslöser sind vermutlich Fruchtbewegungen. Bei der Stute treten Uterustorsionen auch häufiger im 8. bis 10. Monat der Trächtigkeit auf. Bei Rindern und Stuten kann versucht werden, die Torsion mit einer durch die Scheide eingeführte Torsionsgabel nach Caemmerer zurückzudrehen. Dies ist in 70 % der Fälle möglich. Eine weitere konservative Behandlungsform ist das Wälzen mit einer Erfolgsrate von 95 %. Erst bei Nichterfolg wird eine operative Korrektur notwendig. Gelegentlich kommt eine Uterustorsin auch bei Hunden und Katzen oder Meerschweinchen vor.